# Sarah Clarke
Sarah Clarke, ameriška filmska igralka, * 16. februar 1972, St. Louis, Misuri, Združene države Amerike.

## Zgodnje življenje
Sarah Clarke se je rodila 16. februarja 1972 v St. Louisu mami Carolyn, arhitektki in očetu Ernestu Clarku, inženirju.
Na Univerzi Indiane je študirala umetnostno igranje in italijanščino.

## Kariera
Leta 2000, ko je začela kariero, je igrala v Pas de deux, All About George in seriji Seks v mestu, povsod pa so je nosila ime Sarah Lively.
Leta 2001 se je pojavila v The Accident in seriji Ed, leto pozneje pa kot Sarah v Emmett's Mark.
Leta 2003 je nastopila v Thirteen, potem pa je začasno prekinila igralsko kariero, dokler se ni leta 2008 pojavila v filmu Somrak, kjer je igrala Renée Dwyer.

## Osebno življenje
Sarah Clarke je svojega moža Xanderja Berkeleyja spoznala na snemanju serije 24 (Xander Berkeley igra Georga Mansona) in poročila sta se septembra 2002, po letu prijateljevanja. 23. septembra 2006 se jima je rodila prva hči, ki sta ji dala ime Olwyn Harper.

## Filmografija
| Leto | Film                 | Vloga            | Opombe                      |
| ---- | -------------------- | ---------------- | --------------------------- |
| 2000 | Pas de deux          | Klovn            | kot Sarah Lively            |
| 2000 | All About George     | Catherine        | kot Sarah Lively            |
| 2000 | Seks v mestu         | Melinda Peters   | 1 epizoda; kot Sarah Lively |
| 2001 | The Accident         | Reeny            |                             |
| 2001 | Ed                   | Kara Parsons     | 1 epizoda                   |
| 2002 | Emmett's Mark        | Sarah            |                             |
| 2003 | Trinajstletnici      | Birdie           |                             |
| 2008 | Somrak               | Renée Dwyer      |                             |
| 2008 | The Cleaner          | Lauren Keenan    | 1 epizoda                   |
| 2008 | Wainy Days           | Rebecca          | 1 epizoda                   |
| 2009 | Women in Trouble     | Maxine McPherson | Post-produkcija             |
| 2009 | Trust Me             | Erin McGuire     | 13 epizod                   |
| 2009 | Bedrooms             | Janet            | Post-produkcija             |
| 2009 | Level Seven          | Alex             | Pre-produkcija              |
| 2010 | Men of a Certain Age | Dori             | 2 epizodi                   |
| 2010 | Mrk                  | Renée Dwyer      | Post-produkcija             |
| 2010 | Below the Beltway    | Anne             | Post-produkcija             |